# Det okända (tecknad serie)
Det okända var en samlingstitel för flera tecknade skräckserier som publicerades i svenska Fantomen på 1970-talet. Serierna kom från DC Comics skräck- och mysterietidningar.
1992 fick "Det Okända" en uppföljare i Fantomen kallad "Det okända – myter och mysterier", från början främst svenskproducerat material, men sedermera även en del repriseringar från DC.
 Artikeln var, i den version den hade den 24 januari 2006, helt eller delvis hämtad från Seriewikin (hos Seriefrämjandet): Det_okända